# Biblioteca Parque Villa-Lobos
A Biblioteca Parque Villa-Lobos (BVL) é uma biblioteca pública brasileira localizada no Parque Estadual Villa-Lobos, no distrito de Alto de Pinheiros, na cidade de São Paulo, no estado homônimo. Foi criada em dezembro de 2014.